# エステル (聖書)

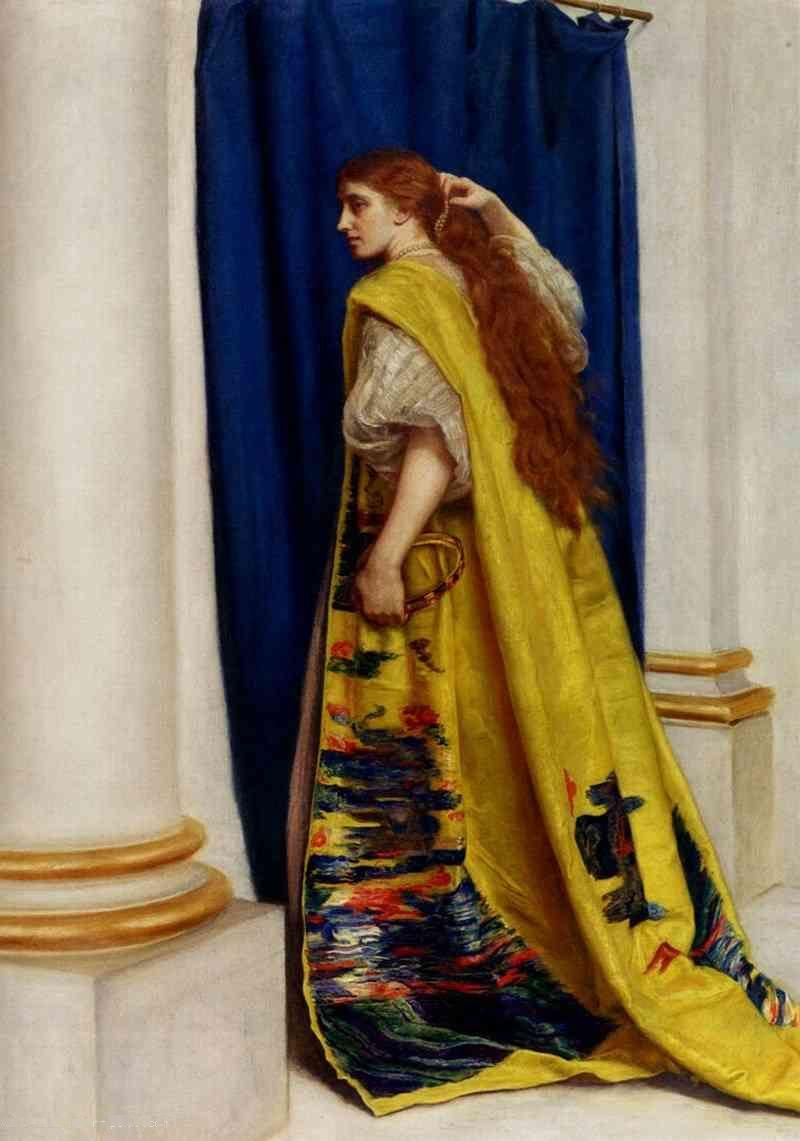
ジョン・エヴァレット・ミレーの『エステル』。1865年。個人蔵。

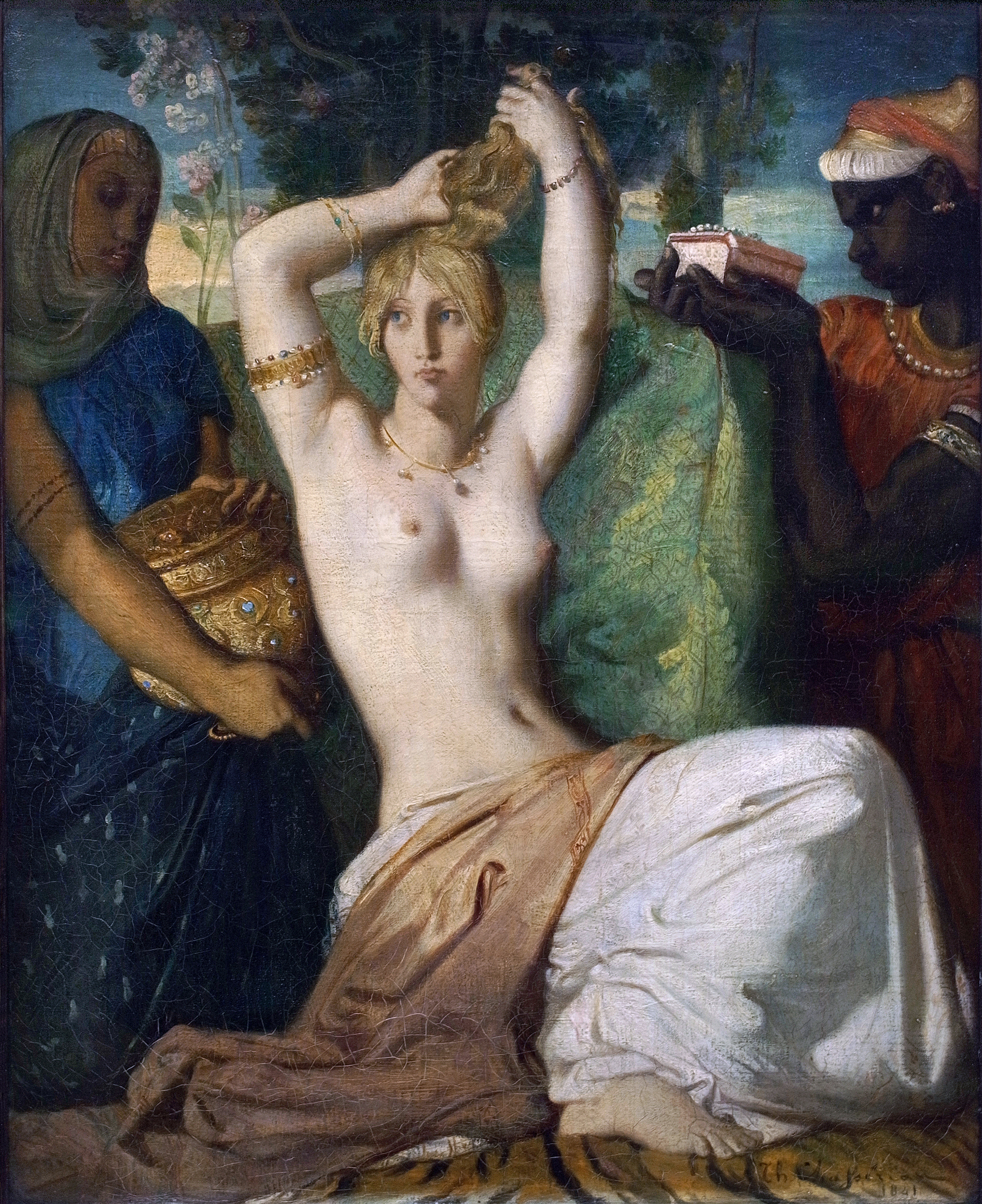
テオドール・シャセリオーの1841年の絵画『エステルの化粧』。ルーヴル美術館所蔵。

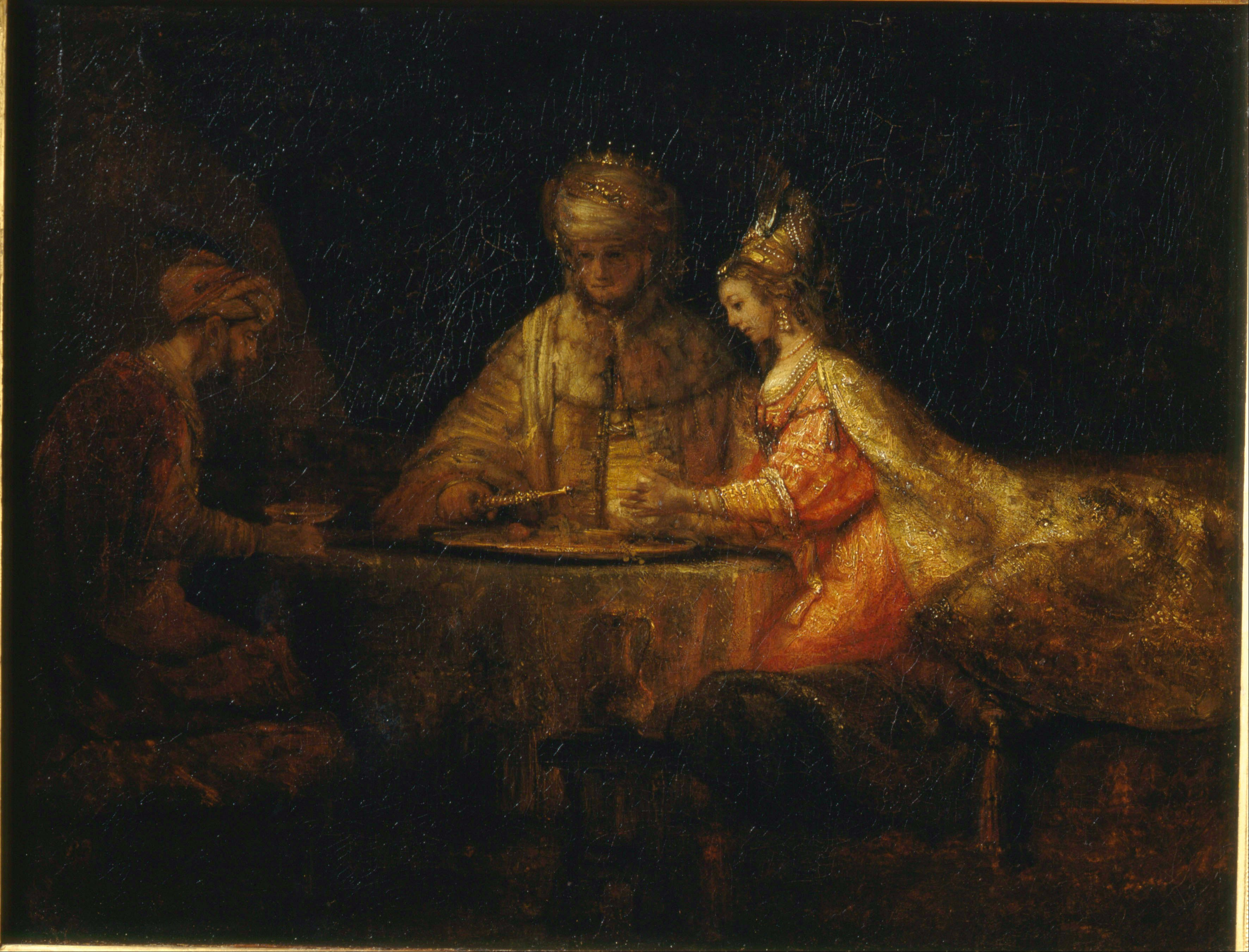
レンブラント・ファン・レインの1660年の絵画『エステルの饗宴におけるアハシュエロス王とハマン』。プーシキン美術館所蔵。

エステル（ラテン文字表記：Esther, Ester）は、『旧約聖書』にある歴史物語「エステル記」の主人公であるユダヤ人女性。
ユダヤ人モルデカイの養女エステルはペルシャ王アハシュエロス（クセルクセス1世、在位紀元前485年 - 紀元前465年）の妃となる。

## 概要

### 王妃となるまでの経歴
ペルシャ王クセルクセス1世の治世のとき、王妃であるワシュティが王の命令に従わなかったということで、王は新たな王妃の候補者を探していた。そのころ首都スサに、エルサレムから連れてこられた捕囚民モルデカイというユダヤ人がいた。モルデカイは両親を失くした若い従妹のハダサ（ペルシャ名エステル）を娘として引き取っていた。「娘は姿も顔立ちも美しかった」（「エステル記」2章7)とあるように、エステルは王宮に集められた美しい娘たちの一人となった。そこで宦官長に気に入られ、王のもとに召されると王もエステルを気に入り王妃とした。エステルはユダヤ人という出自は王に明かさなかった。

### 事件と対処
ある日父モルデカイが大臣ハマンへの敬礼を拒否する事件が起こり、怒ったハマンはモルデカイのみならずユダヤ人全ての殺害を決める。その日はくじ（プル）によってユダヤ暦のアダル月13日と決められた。
モルデカイに助けを求められたエステルは、すべてのユダヤ人のため決死の覚悟をし、王に自分がユダヤ人であることを明かし、ハマンの姦計を知らせた。王はこれを受けてハマンを処刑、モルデカイは高官に引き上げられた。ハマンは自分で用意した処刑具で自分が処刑されることになった。
これを記念して、ユダヤ暦アダル月14日と15日はプリム祭という祭日になっている。

## 批判
- エステルという女性が実在したことを示す歴史的資料はまだ発見されていないため、神への信頼を説くために作られた物語であるとの考えもある。
- ヘロドトスが記すクセルクセス1世の王妃アメストリスと『旧約聖書』のエステルを同一視する説もある。ヘロドトスの記述からは、アメストリスはペルシア人から強く苛烈な女王と思われていた様子が窺える。